# Гута (Бидґозький повіт)
Гута (пол. Huta, нім. Wallhütte) — село в Польщі, у гміні Короново Бидґозького повіту Куявсько-Поморського воєводства.
Населення — 208 осіб (2011).
У 1975-1998 роках село належало до Бидгощського воєводства.

## Демографія
Демографічна структура станом на 31 березня 2011 року:
|          | Загалом | Допрацездатний вік | Працездатний вік | Постпрацездатний вік |
| -------- | ------- | ------------------ | ---------------- | -------------------- |
| Чоловіки | 105     | 24                 | 69               | 12                   |
| Жінки    | 103     | 24                 | 58               | 21                   |
| Разом    | 208     | 48                 | 127              | 33                   |